# Макарий (Ющенко)
Епи́скоп Мака́рий (в миру Евге́ний Бори́сович Ю́щенко; род. 27 октября 1976, Новокузнецк, Кемеровская область) — архиерей Русской православной церкви, епископ Горноалтайский и Чемальский.

## Биография
Крещён в 1995 году. В 1999 году окончил очное отделение Тюменского государственного университета по специальности «Юриспруденция». В 1997—2010 годы занимал должности юриста, юрисконсульта в различных организациях. В 2006 года окончил Институт повышения квалификации и переподготовки кадров Тюменского государственного нефтегазового университета по программе «Менеджмент», специализация «Производственный менеджмент».
В 2010—2014 годы обучался в Тобольской духовной семинарии.
13 апреля 2014 года в Софийско-Успенском кафедральном соборе города Тобольска митрополитом Тобольским и Тюменским Димитрием (Капалиным) была совершена хиротесия во чтеца. 15 апреля 2014 года там же тем же архиереем пострижен в рясофор с наречением имени Макарий в честь святителя Макария Московского. 19 апреля 2014 года там же тем же архиереем была совершена хиротесия в иподиакона, в тот же день рукоположен в сан иеродиакона. 31 декабря 2014 года там же тем же архиереем пострижен в мантию с оставлением того же имени. 6 января 2015 года там же тем же архиереем рукоположен в сан иеромонаха. После рукоположений диаконское и пастырское служение проходил в Софийско-Успенском и Покровском кафедральных соборах Тобольского кремля.
В 2014—2016 годы работал помощником проректора Тобольской духовной семинарии по учебно-воспитательной работе.
С 2015 года — секретарь-референт управляющего Тобольской епархией, преподаватель Тобольской духовной семинарии.
В 2016—2018 годы проходил обучение в магистратуре Тобольской духовной семинарии, которую окончил со степенью магистра богословия.
В 2016 году назначен и. о. проректора Тобольской духовной семинарии по учебно-воспитательной работе, в 2017—2022 годы занимал должность проректора по учебно-воспитательной работе.
С 2018 года — помощник ответственного за организацию книгораспространения и развитие библиотечной сети Тобольской епархии.
С 21 мая 2021 года — член епархиальной дисциплинарной комиссии, с 1 октября 2021 года — председатель церковного суда Тобольской епархии.
14 января 2022 года зачислен в братию Знаменского Абалакского мужского монастыря села Абалак Тобольского района.

### Архиерейство
25 июля 2024 года решением Священного Синода РПЦ избран епископом Горноалтайским и Чемальским.
2 августа 2024 года в Знаменском Абалакском мужском монастыре в селе Абалак Тюменской области митрополитом Тобольским и Тюменским Димитрием был возведён в сан архимандрита.
18 августа 2024 года в Тронном зале Храма Христа Спасителя города Москвы наречён во епископа Горноалтайского и Чемальского.
8 сентября 2024 года в храме Воскресения Христова и Новомучеников и Исповедников Церкви Русской Сретенского ставропигиального мужского монастыря города Москвы хиротонисан во епископа Горноалтайского и Чемальского. Хиротонию сорвершили: Патриарх Московский и всея Руси Кирилл, митрополит Воскресенский Григорий (Петров), митрополит Тобольский и Тюменский Димитрий (Капалин), митрополит Каширский Феогност (Гузиков), митрополит Барнаульский и Алтайский Сергий (Иванников), архиепископ Витебский и Оршанский Димитрий (Дроздов), архиепископ Новороссийский и Геленджикский Каллистрат (Романенко), епископ Лидский и Сморгонский Порфирий (Преднюк), епископ Петергофский Силуан (Никитин), епископ Енисейский и Лесосибирский Игнатий (Голинченко), епископ Раменский Алексий (Туриков).